# 巴燕
巴燕（1962年12月18日—），中国女子篮球运动员。她在1984年夏季奥林匹克运动会中，参加了女子篮球比赛并获得团体铜牌。1989年，她加入日本三洋电机俱乐部。